# Білокрівка Аеліти
Channichthys aelitae — вид окунеподібних риб родини Білокрівкові (Channichthyidae). 

## Історія
Типові зразки виду спіймані у 1969 році під час експедиції науково-дослідного судна «Аеліта» в Антарктику. Вид описаний у 1995 році українським іхтіологом Г. О. Шандиковим та названий на честь дослідного судна.

## Поширення
Вид поширений у Південному океані біля берегів острова Херд та острова Кергелен на глибині до 160 м. 

## Опис
Тіло завдовжки до 33,4 см. Живиться дрібною рибою та крилем.